# L'Œil du loup
Pour le film adapté du livre, voir L'Œil du loup.
L'Œil du loup est un roman pour la jeunesse de Daniel Pennac paru en 1984.

## Résumé
Ce roman raconte l'histoire d'un face-à-face, prolongé et muet, entre un vieux loup d'Alaska borgne et un enfant africain orphelin. 
« Dans un zoo, un enfant et un vieux loup borgne se fixent, œil dans l’œil. Toute la vie du loup défile au fond de son oeil : une vie sauvage en Alaska, une espèce menacée par les hommes. L’œil de l'enfant raconte la vie d'un petit Africain qui a parcouru toute l'Afrique pour survivre et qui possède un don précieux : celui de conter des histoires qui font rire et rêver. »
Ce petit roman se découpe en quatre chapitres : La rencontre entre le loup et le garçon, le parcours du loup, celui du garçon, et pour terminer les circonstances qui emmêleront le destin de ces deux êtres qui n'étaient pas destinés à se croiser. 
En effet, pendant que l'un et sa meute fuyaient les hommes dans le Grand Nord canadien, l'autre découvrait les Afriques, la jaune, la grise et la verte. Loin l'un de l'autre, ce sera donc dans l'Autre Monde qu'ils se feront face. Si leur vécu est bien différent, il y a tout de même un point commun : la dévastation de la faune et la flore par l'Homme.

## Nature de l'œuvre
Il s'agit d'un roman de Daniel Pennac, paru en 1984. S'adressant à un public jeune, l'œuvre entre dans la catégorie littérature de jeunesse. 
Le roman est composé de quatre chapitres : "I. Leur rencontre" - "II. L'œil du loup" - "III. L'œil de l'homme" - "IV. L'autre monde"

## Intérêt littéraire
L’auteur a utilisé la technique de l’enchâssement : l’histoire du loup et celle du petit garçon sont toutes deux enchâssées dans le récit cadre portant sur leur rencontre dans le zoo.
Ces deux histoires sont parallèles puisqu'elles sont d’une égale intensité quant aux souffrances subies de part et d’autre.
Les deux histoires se rejoignent à la fin du roman dans un dénouement ambigu.
Les chapitres sont bâtis à partir de cette structure narrative, rappelée également par le titre de chaque chapitre. Le traitement de la temporalité dans ce roman multiplie les analepses (retour en arrière). 

## Les thèmes
Les thèmes  sont nombreux et sont autant des pistes exploitables pour la mise en place de discussions ou de débats réglés : 
- Les effets que peut avoir la violence, le comportement des hommes face à la faune sauvage.
- Le rôle de l’amitié.
- L’éloignement non voulu de son lieu de vie initial.
- La nécessité de fuir.
- L’émigration et l’intégration dans une nouvelle société.
- La faculté à surmonter les épreuves
- La vie d'un enfant
- La vie d'un loup
- Miracles
- La complicité  entre un animal et un enfant

## Citations
« Un œil jaune, tout rond, avec, bien au centre, une pupille noire. Un œil qui ne cligne jamais. C'est tout à fait comme si le garçon regardait une bougie allumée dans la nuit ; il ne voit plus que cet œil : les arbres, le zoo, l'enclos, tout a disparu. Il ne reste qu'une seule chose : l'œil du loup. »
“ Œil dans l'œil, tous les deux. Avec le grondement de la ville en guise de silence. Depuis combien de temps se regardent-ils ainsi, ce garçon et ce loup ? Le garçon a vu le soleil se coucher bien des fois dans l'œil du loup. Non pas le froid soleil de l'Alaska (celui-là, avec sa lumière si pâle, on ne sait jamais s'il se couche ou s'il se lève...), non, le soleil d'ici, le soleil du zoo qui disparaît chaque soir quand les visiteurs s'en vont. La nuit tombe alors dans l'œil du loup. Elle brouille d'abord les couleurs, puis elle efface les images. Et la paupière du loup glisse enfin sur cet œil qui s'éteint. Le loup reste là, assis face au garçon, bien droit. 
Mais il s'est endormi. 
Alors le garçon quitte le zoo, sur la pointe des pieds, comme on sort d'une chambre.”

## Adaptations

### Adaptation télévisée
Une adaptation du roman en court métrage d'animation pour la télévision, L'Œil du loup, a été réalisée par Hoël Caouissin en 1998.

### Adaptation musicale
Une mise en musique a été réalisée par Karol Beffa en 2012 (livre disque Gallimard).

### Adaptation en bande dessinée
Une adaptation en bande dessinée par Mathieu Sapin a été publiée par Nathan en 2023.